# Lotne Oddziały Bojowe
Lotne Oddziały Bojowe (nazywane również bojówkami) – paramilitarne oddziały Straży Mazurskiej służące do ochrony polskich wieców w czasie przygotowań do plebiscytów na Warmii, Mazurach i Powiślu w 1920 r.
Lotne Oddziały Bojowe (LOB) Straży Mazurskiej utworzono 1 marca 1920 r. Powstanie bojówek uzasadniano przede wszystkim zamiarem przeciwstawienia się czynnym wystąpieniom bojówek niemieckich oraz osłoną pracy agitacyjnej komitetów plebiscytowych – Mazurskiego i Warmińskiego. Początkowo dowodził nimi, zajmując się także werbunkiem, kierownik Straży Mazurskiej powiatu olsztyńskiego – Jan Jabłoński. Od 10 kwietnia 1920 r. kierownictwo nad LOB objął ppor. Tadeusz Skinder. – adiutant Komendanta Naczelnego Straży Mazurskiej – ppor. Jana Niemierskiego. Organizatorem i szefem bojówek LOB na obszarze powiatu szczycieńskiego był Władysław Tijan. Ochotników do bojówek rekrutowano na zasadzie opinii i wniosków polskich komitetów plebiscytowych oraz Biura Statystycznego przy Konsulacie Rzeczypospolitej Polskiej w Olsztynie. Często do LOB należeli także członkowie Towarzystwa Gimnastycznego „Sokół”.
W końcu kwietnia 1920 r. najsilniejszy oddział LOB znajdował się w Olsztynie. Liczył on w tym czasie 119 ludzi. Poza Olsztynem 20 członków LOB znajdowało się w Biskupcu Reszelskim. Brakuje dokładniejszych danych co do liczebności tychże oddziałów w innych miejscowościach. Nieznana bliżej liczba członków LOB znajdowała się w Szczytnie. Wynagrodzenie miesięczne bojówkarzy wynosiło 900 marek niemieckich, co uważano za sumę stosunkowo dużą, jak na tamtejsze warunki.
Siedzibą dowództwa LOB z Powiśla został Kwidzyn. W czerwcu liczebność LOB w powiecie sztumskim przekraczała 200 osób. Zostały one podzielone na 7 „sotni”. Każda z nich otrzymała swój kryptonim. Najliczniejsza „sotnia” znajdowała się w Sztumie i liczyła do 80 członków.
Istnienie i prawdziwy charakter nowo kreowanej organizacji starano się zachować w konspiracji. Bojówki przedstawiano jako samoistnie powstałe siły, tworzone i kierowane przez ludzi miejscowego pochodzenia. Jednakże w kwietniu 1920 r. w ręce Niemców dostała się teczka z dokumentami dotyczącymi Straży Mazurskiej, dzięki którym wywiad niemiecki posiadał nawet wykaz imienny członków LOB.
Podstawowym uzbrojeniem polskich bojówkarzy były tzw. „laski plebiscytowe” – czyli grube kije. LOB posiadały także granaty ręczne, pistolety, karabiny, a nawet kilka sztuk lekkich karabinów maszynowych. LOB odniosły kilka znaczących sukcesów na Powiślu: m.in. 24 maja w czasie wiecu w Kwidzynie doszło do starcia z bojówką niemiecką, którą rozpędzono (w czasie tego zajścia Polacy użyli 20 – osobowego konnego „oddziału”). 3 lipca rozbito niemiecki wiec w Sztumie, a 4 lipca w Sztumskiej Wsi i Postolinie. Bojówki powiślańskie były wspomagane przez LOB z Olsztyna. Znacznie mniej sukcesów LOB mogły odnotować na Warmii i Mazurach.
Likwidację Lotnych Oddziałów Bojowych rozpoczęto wraz z likwidacją Straży Mazurskiej 12 lipca 1920 roku. Straż Mazurska i Lotne Oddziały Bojowe miały stanowić przeciwwagę dla niemieckich organizacji paramilitarnych, które przy pomocy terroru paraliżowały polską działalność plebiscytową. Jednak te ostatnie skupiały w swych szeregach około 70 000 stosunkowo dobrze uzbrojonych i doskonale zorganizowanych ludzi. Ich przewaga nad Strażą Mazurską była miażdżąca. Straż nie mogła być więc realnym oparciem dla prac polskich komitetów plebiscytowych. Nie zapewniała także ochrony polskich wieców przed bojówkami niemieckimi. Utworzone w tym celu Lotne Oddziały Bojowe generalnie w niewielkim stopniu, ze względu na swą liczebność, mogła reagować na wzmagający się terror niemiecki.